# Cory Hill
Pour les articles homonymes, voir Hill.

a Compétitions nationales et continentales officielles uniquement.

b Matchs officiels uniquement.
Dernière mise à jour le 10 juillet 2023.
Cory Lewis Hill, né le 10 février 1992 à Pontypridd (Pays de Galles), est un joueur international gallois de rugby à XV évoluant au poste de deuxième ligne.

## Biographie
Cory Hill commence sa carrière avec le club de Pontypridd RFC puis les Cardiff Blues. En juin 2013, il signe en deuxième division anglaise pour le club de Moseley RFC, mais dès novembre 2013, il rejoint les Newport Gwent Dragons.

## Statistiques en équipe nationale
Au 10 juillet 2023, Cory Hill compte 32 sélections dont seize titularisations, depuis sa première sélection le 5 novembre 2016 face à l'Australie, il a inscrit quatre essais, vingt points.